# Ketitang (Godong)
Ketitang is een bestuurslaag in het regentschap Grobogan van de provincie Midden-Java, Indonesië. Ketitang telt 1783 inwoners (volkstelling 2010).